# Tommy Cornichon
Thomas « Tommy » Cornichon (Thomas « Tommy » Pickles en version originale) est le personnage principal des séries télévisées d'animation Nickelodeon les Razmoket et sa série dérivée Razbitume !.
Tommy est entre autres une des icônes des séries télévisées de Nickelodeon. Le personnage est doublé par Alexis Tomassian en français et par E.G. Daily pour la version originale.

## Biographie fictive

### DansLes Razmoket
Tommy Cornichon, le chef de l'intrépide bande de Razmoket, est intelligent, courageux, curieux, compatissant et sait ce qu'il veut. Le fait d'être âgé que d'un an, lui confère un intérêt tout particulier et insatiable sur le monde qui l'entoure. Jean-Roger et Lucie font particulièrement attention à ce que fait leur première enfant, mais, comme le dit souvent Tommy « un bébé doit faire ce qu'un bébé doit faire ». Profitant du manque de vigilance des adultes, il entraîne ses amis Razmoket dans des expéditions pour tenter de comprendre les grands mystères de ce monde (par exemple « Où va la lumière lorsque la porte du réfrigérateur est fermée ? »). Pour Tommy Cornichon, le monde n'a pas toujours un sens, mais il prend un grand plaisir à en faire son parc de jeu.
Il adore explorer et peut se montrer très imaginatif particulièrement quand il s'agit de trouver des jeux pour ses amis. On apprend au cours de la série que le courage particulièrement prononcé de Tommy vient de l'époque où il était un nouveau-né : il était très effrayé dans l'hôpital, jusqu'à ce que sa mère soit venue lui prendre la main. En tant que chef des Razmoket, il attire souvent des problèmes aux autres ; malgré ceci, il est toujours partant pour partir en expédition. Le héros de Tommy est Reptar, un monstre de film associé comme étant la parodie de Godzilla, auquel il croit aveuglément. Son meilleur ami est Charles-Édouard Fifrelin, dit « la binocle ». 
Tommy est reconnaissable au fait qu'il soit chauve avec quelques cheveux sur le caillou, qu’il a un t-shirt bleu ciel, une couche, les jambes arquées et les pieds nus. Il était le plus jeune personnage de la série (bien que l'écart avec Alphonse et Sophie soit minime) jusqu'à la naissance de son petit frère Jules. Malgré ça, il avait la réputation d'être le bébé le plus courageux, et guidait les autres dans des aventures n'importe où son imagination l'emmènerait. Ces aventures sont parfois semées d'embuches. Il arrivait aussi à tenir tête et à déjouer les plans de sa cousine Angelica. Il est apparu dans la plupart des épisodes où il était d'ailleurs le seul personnage à être présent (les seuls épisodes dans lesquels il est absent sont Les menottes, Parents contre enfants et Drôle de paire) 
Nous apprenons pendant la série, ou dans le film Les Razmoket rencontrent les Delajungle, que Tommy veut devenir un explorateur quand il sera grand.

### Sa couche et son tournevis
La couche de Tommy est très pratique pour cacher des choses. Surtout pour y dissimuler son tournevis, qui l'aide lui et ses amis à s'évader du parc. Bien que le tournevis de Tommy soit un fidèle allié il peut parfois lui faire défaut et menacer ses plans d'évasion en tombant accidentellement de sa couche alors qu'il parle ou se déplace.

### DansRazbitume!
Dans la série dérivée Razbitume !,  Tommy a les cheveux violets comme son père. Il conserve encore son tournevis qu'il avait étant bébé dans sa poche. Aussi, de la même manière que Susie à un don pour le chant, Tommy en a un : il fait des films avec son caméscope. Dans quelques épisodes qui ont  un rapport à cette passion : Cinéma vérité (première diffusion aux États-Unis : le 30 novembre 2003), où l'on apprend qu'il a fait son premier film à l'âge de 37 mois, et qu'il avait fait un film montrant ses amis sous un mauvais jour ; l'histoire principale de Quelle tragédie (première diffusion aux États-Unis : le 17 janvier 2004) débute quand Tommy raconte qu'il venait de se voir décerner une récompense pour les jeunes réalisateurs; et une autre anecdote dans Un caractère de chien (première diffusion aux États-Unis : le 4 juin 2004) concernait la soudaineté de Tommy à vouloir cesser de faire d'autres films après que son dernier film, (À vos souhaits, véritable bide), reçut une appréciation défavorable, qui de plus fut conforté par les résultats du test d'aptitude aux carrières. Cependant, il n'a pas été vu avec son caméscope depuis Fous de foot (première diffusion aux États-Unis le 25 avril 2005), quand il était en train de filmer Sophie sur le terrain de football.
Comme il a grandi, il n'est plus présenté pour être aussi "parfait" qu'il ne l'était dans les Razmoket. Dans Au voleur (première diffusion aux États-Unis : le 6 décembre 2003), il était vu en train de dérober divers objets dans les jardins de son voisinage, mais qu'en fait c'était dû à des crises de somnambulisme ; Dans Aventures à remous (première diffusion aux États-Unis le 13 décembre 2003), Il avait peur de l'eau, à cause d'une mauvaise expérience quelques années plus tôt durant une partie de pêche avec son grand-père où il tomba accidentellement à l'eau; dans La grande aventure (première diffusion aux États-Unis le 16 juillet 2005), il était le plus mauvais cow-boy de la bande en dehors de ses réussites habituels. 
De plus jusqu'à la saison 2 bien entamée, Tommy était aussi montré comme étant un membre de l'équipe de football de l'école, essayant même d'apprendre à Jules comment jouer (La passion rend fou, première diffusion aux États-Unis le 5 juin 2004). Dernièrement, (surtout depuis Fous de foot), tout focalisait autour du football et des relations parfois tumultueuses entre Alphonse et Sophie. Aussi, on apprend que Tommy ait pu avoir des affinités avec son amie Kimi un moment donné. Il sort avec une fille nommée Rachel.